# Сурьядхарма Али
Сурьяда́рма Али́ (индон. Suryadharma Ali; 19 сентября 1956, Джакарта — 31 июля 2025, там же) — индонезийский политик и государственный деятель, председатель Партии единства и развития в 2007—2014 годах. В 2004—2009 годах занимал пост министра по вопросам кооперации и малого предпринимательства в первом правительстве президента Сусило Бамбанга Юдойоно, в 2009—2017 годах — министра по делам религии во втором его правительстве.

## Биография
Сурьядарма Али родился 19 сентября 1956 года в Джакарте, Индонезия. Он получил образование в Государственном исламском университете Сярифа Хидаятуллы в Джакарте.

## Политическая карьера
С 2007 по 2014 год Сурьядарма Али возглавлял Партию единства и развития. В период с 21 октября 2004 года по 1 октября 2009 года занимал пост министра по вопросам кооперации и малого предпринимательства в первом правительстве президента Сусило Бамбанга Юдойоно, с 22 октября 2009 по 28 мая 2014 года — пост министра по делам религий во втором кабинете того же президента.

## Скандал и судебное преследование
В мае 2014 года Сурьядарма Али был обвинён в коррупции, связанной с нецелевым использованием средств, предназначенных для организации хаджа. В 2018 году он был признан виновным и приговорён к шести годам лишения свободы, штрафу в размере 300 миллионов рупий с обязательством возместить государству сумму в размере 27 миллиардов рупий.

## Смерть
Сурьядарма Али скончался 31 июля 2025 года в больнице Mayapada в Джакарте в возрасте 68 лет.